# Capitania de São Paulo e Minas de Ouro
A Capitania de São Paulo e Minas de Ouro foi uma das subdivisões administrativas do território da América Portuguesa, criada em 1709 por meio da compra, por parte da Coroa portuguesa, após a Guerra dos Emboabas, da Capitania de São Vicente e da Capitania de Paranaguá e incorporação de partes da Capitania de Itanhaém. Foi governada, durante os seus pouco mais de dez anos de existência, por três governadores-gerais apontados pela metrópole.
Foi dissolvida em 1720, por meio da cisão entre as capitanias de Minas Gerais e de São Paulo.

## Contexto de criação
Após a descoberta de ouro no interior do continente sul-americano por exploradores advindos da capitania de São Vicente e Itanhaém, começou um período de intensa migração de colonos vindos da metrópole portuguesa e de outras regiões da América portuguesa em direção às minas recém descobertas. Esses colonos - chamados de Emboabas pelos hoje denominados paulistas, termo da língua geral paulista que significa "forasteiro" - entraram em conflito com os descobridores dos veios auríferos, dando início a um conflito armado que ficou conhecido como "Guerra dos Emboabas", e que acabou sendo vencido pela Coroa, que conseguiu fazer valer a sua autoridade na região.
Em 3 de novembro de 1709, como consequência disso, e visando fortalecer o poder régio sobre as minas, as capitanias de São Vicente e Paranaguá foram compradas pela coroa, fundidas e transformadas na Capitania Real de São Paulo e Minas do Ouro.

## Divisão territorial
A capitania, no tempo da sua dissolução, contava com os seguintes núcleos populacionais, aqui organizados de acordo com a sua respectiva comarca e data de fundação:
- Comarca de Rio das Mortes
  - Vila de São João del Rei (1713)
  - Vila de São José del-Rei (1718)
- Comarca de Rio das Velhas
  - Vila de Nossa Senhora da Conceição do Sabará (1711)
  - Vila do Príncipe (1714)
  - Vila de Nova da Rainha do Caeté (1714)
  - Vila de Piedade do Pitangui (1715)
- Comarca de São Paulo
  - Vila de São Vicente (1532)
  - Vila de Santos (1546)
  - Cidade de São Paulo (1553, elevada de vila a cidade em 1711)
  - Vila de Nossa Senhora da Conceição de Itanhaém (1561)
  - Vila de Nossa Senhora das Neves de Iguape (1577)
  - Vila de São João Batista de Cananéia (1600)
  - Vila de Santana de Mojimirim (1611)
  - Vila de Santana de Parnaíba (1625)
  - Vila de São Sebastião (1636)
  - Vila Nova da Exaltação da Santa Cruz do Salvador de Ubatuba (1637)
  - Vila de São Francisco das Chagas de Taubaté (1645)
  - Vila de Nossa Senhora do Rosário de Paranaguá (1649)
  - Vila de Santo Antônio de Guaratinguetá (1651)
  - Vila de Nossa Senhora da Conceição do Rio Paraíba (1653)
  - Vila de Nossa Senhora do Desterro do Mato Grosso de Jundiaí (1655)
  - Vila de Nossa Senhora de Candelária do Outu Guaçu  (1657)
  - Vila de Nossa Senhora da Ponte de Sorocaba (1661)
  - Vila de Nossa Senhora da Luz dos Pinhais de Curitiba (1693)
  - Vila de Nossa Senhora do Bom Sucesso de Pindamonhangaba (1705)
- Comarca de Vila Rica
  - Vila Real de Nossa Senhora (1711)
  - Vila Rica (1711)

## Lista de Governadores-gerais
| nº | Imagem | Nome | Período                                                                    | Monarca | Referências |
| -- | ------ | --- | -------------------------------------------------------------------------- | ------- | ----------- |
| 1  |        | António de Albuquerque Coelho de Carvalho                                                                             | 18 de junho de 1710 — 31 de agosto de 1713 (3 anos, 2 meses e 13 dias)     | João V  | [ 7 ]       |
| 2  |        | Brás Baltasar da Silveira                                                                                             | 31 de agosto de 1713 — 14 de setembro de 1717 (3 anos, 10 meses e 14 dias) | João V  |             |
| 3  |        | Pedro Miguel de Almeida Portugal e Vasconcelos 3.º Conde de Assumar 1.º Marquês de Castelo Novo 1.º Marquês de Alorna | 14 de setembro de 1717 — 2 de dezembro de 1720 (3 anos, 2 meses e 18 dias) | João V  | [ 8 ]       |

## Abrangência e limites
Pela ação dos bandeirantes a nova capitania passou a contar com um vasto território, que abrangia os sertões de São Paulo, Paraná e Santa Catarina, para o sul, e de Minas Gerais, Goiás e Mato Grosso para oeste e noroeste.
É importante frisar que o limite oeste da capitania era delimitado pelo Tratado de Tordesilhas. Durante a Dinastia Filipina (União Ibérica), os portugueses se expandiram de tal forma na América do Sul que, em 1680, visando o comércio com a bacia do rio da Prata e a região andina, fundaram um estabelecimento à margem esquerda do Prata, em frente a Buenos Aires: a Colônia do Sacramento. A fixação portuguesa em território oficialmente espanhol gerou um longo período de conflitos armados, conduzindo à negociação do Tratado de Madrid (1750).

## Cisão
Como consequência da Revolta de Vila Rica (1720), além do adiamento da instalação da Casa de Fundição, materializou-se a autonomia administrativa das Minas, uma vez que, em 12 de setembro desse ano, João V desmembrou-a, instituindo a capitania de Minas Gerais e a capitania de São Paulo. Na primeira foi então criada mais uma comarca: Serro do Frio (com sede na Vila do Príncipe).[carece de fontes?]